# Zahorodzie
Zahorodzie (845.18; biał. Загароддзе, ros. Загородье) — niewielka wysoczyzna na zachodnim Polesiu, na południowo-zachodniej Białorusi (obwód brzeski). 
Zahorodzie leży w obrębie Niziny Poleskiej, między rzekami Jasiołdą na północy i Piną na południu. Stanowi równinę wyniesioną ponad otaczający teren o 30-40 m, długości 85 km (W-E) i szerokości 15 do 35 km (N-S), powierzchni 3,1 tys. km². Od północy, wschodu i południa otoczone przez bagnistą nizinę Polesia Prypeckiego, od południowego zachodu - Polesia Brzeskiego, od północnego zachodu łączy się z Równiną Nadbużańską (Prużańską). Najwyższy punkt - 179 m n.p.m., w centralnej części, na południe od wsi Bezdeż. 
Powierzchnia pokryta drobnymi wzgórzami na północy, przechodzi w lekko falistą, dalej płaską na południu. Miejscami bagna, wydmy, wały piaszczyste. Około 30% powierzchni zajęte pod uprawy rolne, 25% pod lasy. Gleby urodzajne